# Campionati del mondo di ciclismo su pista 2020 - 500 metri a cronometro
La 500 metri a cronometro ai Campionati del mondo di ciclismo su pista 2020 si è svolta il 29 febbraio 2020.

## Podio
| Pos.    | Atleta          | Nazionalità |
| ------- | --------------- | ----------- |
| Oro     | Lea Friedrich   | Germania    |
| Argento | Jessica Salazar | Messico     |
| Bronzo  | Miriam Vece     | Italia      |

## Risultati

### Qualificazioni
I migliori otto tempo si qualificano per la finale.
| Posizione | Atleta               | Nazione       | Tempo  | Gap    | Note |
| --------- | -------------------- | ------------- | ------ | ------ | ---- |
| 1         | Lea Friedrich        | Germania      | 33.197 |        | Q    |
| 2         | Pauline Grabosch     | Germania      | 33.262 | +0.065 | Q    |
| 3         | Jessica Salazar      | Messico       | 33.299 | +0.102 | Q    |
| 4         | Miriam Vece          | Italia        | 33.410 | +0.213 | Q    |
| 5         | Dar'ja Šmelëva       | Russia        | 33.470 | +0.273 | Q    |
| 6         | Kyra Lamberink       | Paesi Bassi   | 33.521 | +0.324 | Q    |
| 7         | Anastasija Vojnova   | Russia        | 33.550 | +0.353 | Q    |
| 8         | Urszula Łoś          | Polonia       | 33.655 | +0.458 | Q    |
| 9         | Olena Starikova      | Ucraina       | 33.778 | +0.581 |      |
| 10        | Daniela Gaxiola      | Messico       | 33.870 | +0.673 |      |
| 11        | Ekaterina Rogovaja   | Russia        | 33.988 | +0.791 |      |
| 12        | Steffie van der Peet | Paesi Bassi   | 34.064 | +0.867 |      |
| 13        | Natal'ja Antonova    | Russia        | 34.074 | +0.877 |      |
| 14        | Kaarle McCulloch     | Australia     | 34.139 | +0.942 |      |
| 15        | Helena Casas         | Spagna        | 34.586 | +1.389 |      |
| 16        | Lin Junhong          | Cina          | 34.711 | +1.514 |      |
| 17        | Juliana Gaviria      | Colombia      | 34.828 | +1.631 |      |
| 18        | Zhang Linyin         | Cina          | 34.856 | +1.659 |      |
| 19        | Sarah Orban          | Canada        | 35.092 | +1.895 |      |
| 20        | Charlene Du Preez    | Sudafrica     | 35.183 | +1.986 |      |
| 21        | Kim Soo-hyun         | Corea del Sud | 35.284 | +2.087 |      |

### Finale
| Posizione | Nome               | Nazione     | Tempo  | Gap    | Note |
| --------- | ------------------ | ----------- | ------ | ------ | ---- |
| 1         | Lea Friedrich      | Germania    | 33.121 |        |      |
| 2         | Jessica Salazar    | Messico     | 33.154 | +0.033 |      |
| 3         | Miriam Vece        | Italia      | 33.171 | +0.050 |      |
| 4         | Pauline Grabosch   | Germania    | 33.179 | +0.058 |      |
| 5         | Anastasija Vojnova | Russia      | 33.476 | +0.355 |      |
| 6         | Dar'ja Šmelëva     | Russia      | 33.494 | +0.373 |      |
| 7         | Urszula Łoś        | Polonia     | 33.923 | +0.802 |      |
| 8         | Kyra Lamberink     | Paesi Bassi | 34.004 | +0.883 |      |